# Emo pop
L’emo pop (ou emo pop punk) est un sous-genre musical usant d'éléments sonores issus de l'emo, la pop punk et de la pop. Il émerge aux États-Unis dans le Midwest comme un nouveau genre d'emo rock.

## Caractéristiques
AllMusic décrit le style comme un mélange d'« angoisse d'adolescent » et de « production astucieuse » ciblée grand public, qui fait usage de « mélodies hautes, de guitares rythmiques, et de paroles autour de l'adolescence, des relations et des ruptures amoureuses. » The Guardian britannique décrit le style comme un croisement entre « pop dopante de boys band » et emo.

## Histoire

### Prédécesseurs
L'emo pop s'inspire de l'emo, du pop punk et du punk rock. Des groupes tels que The Wrens (en), Weezer, Sense Field (en), et Jawbreaker sont des groupes emo ayant contribué au développement du genre emo pop. The Get Up Kids font même paraître un album presque exclusivement emo pop intitulé Something to Write Home About. Ils inspirent d'autres groupes emo pop comme Fall Out Boy, qui sont eux-mêmes inspirés par New Found Glory, Green Day, Screeching Weasel, Lifetime, Earth Crisis, Gorilla Biscuits et The Ramones, notamment. Le groupe de pop punk Blink-182 inspirent également et significativement l'emo pop. Les fans de la nouvelle génération de pop punk, d'emo pop et du rock alternatif considèrent la musique de Blink-182 comme « particulièrement influençable » ; Montgomery explique d'ailleurs que « sans eux, il n'y aurait jamais eu de Fall Out Boy, de Paramore, ni même d'albums Fueled by Ramen. » Jawbreaker, un groupe emo et punk rock, a inspiré d'autres groupes comme Fall Out Boy et My Chemical Romance,.

### Origines
L'emo pop se développe dans les années 1990. Des groupes tels que Jimmy Eat World, The Get Up Kids,,, The Promise Ring (en),,, The Starting Line, Saves the Day et The Movielife sont des groupes principalement axés emo pop. Jimmy Eat World développent le genre de leurs albums Static Prevails et Clarity,, ce dernier ayant particulièrement inspiré le genre emo.

### Popularité
L'emo pop atteint un succès commercial modéré pendant les années 1990. The Get Up Kids dénombrent 15 000 exemplaires vendus de leur premier album Four Minute Mile (1997) avant de signer au label Vagrant Records, qui fera suffisamment la promotion du groupe pour les faire participer à des tournées aux côtés de célèbres groupes comme Weezer. Leur album Something to Write Home About, sorti en 1999, est un véritable succès et atteint la 31e place du classement américain Top Heatseekers de Billboard. Saves the Day se popularisent sur la côte est américaine et vendent près de 50 000 exemplaires de leur second album Through Being Cool (1999) avant de signer chez Vagrant et de faire paraître Stay What You Are (2001), vendu à près de 15 000 exemplaires la première semaine. AllMusic attribue le succès naissant de l'emo pop auprès du grand public à l'album de Jimmy Eat World, intitulé Bleed American, sorti en 2001, et à leur single The Middle.
Tandis que le genre se mélange, le label discographique Fueled by Ramen devient le pilier central du mouvement, grâce à la vente d'albums certifiés disques de platine de groupes comme Fall Out Boy, Panic! at the Disco, et Paramore. Deux principales scènes régionales se développent en Floride, menée par le label Fueled by Ramen, et dans le Midwest, promue par Pete Wentz des Fall Out Boy, groupe se hisse au sommet de la scène au milieu des années 2000 avec le single Sugar, We're Goin Down significativement diffusé à la radio et ayant atteint la 8e place du Billboard Hot 100,. En 2008, le groupe Cash Cash fait paraître Take It to the Floor.

### Déclin
À la fin des années 2000, la popularité de l'emo pop commence à décliner. Alors que certains groupes emo pop parviennent à conserver leur popularité, d'autres abandonnent leur style emo pop. L'album Too Weird to Live, Too Rare to Die! du groupe Panic! at the Disco, sorti en 2013, abandonne leur musique emo pop d'abord entendue dans le single A Fever You Can't Sweat Out, et s'inspire désormais du hip-hop, de la new wave, de l'electropop, et du synthpop. Même les groupes emo pop Paramore et Fall Out Boy abandonnent leur style emo comme en témoignent Save Rock and Roll des Fall Out Boy et l'album homonyme de Paramore. Save Rock and Roll s'inspire de la musique pop, du rock alternatif, du pop rock,, du pop punk en général. L'album homonyme de Paramore s'inspire du power pop, du pop rock, et de la new wave.